# Lysosom

Schematisk bild över en typisk eukaryot cell, som visar cellens subcellulära komponenter. Organeller: (1) Nukleol (2) Cellkärna (3) Ribosom (4) Vesikel (5) Korniga endoplasmatiska nätverket (6) Golgiapparaten (7) Cellskelettet (8) Glatta endoplasmatiska nätverket (9) Mitokondrie (10) Vakuol (11) Cytoplasma (12) Lysosom (13) Centriol

Lysosom är en organell vars uppgift är att stå för den intracellulära nedbrytningen av makromolekyler, partiklar och bakterier som genom endocytos kommit in i cellen, samt ickefungerande organeller eller organelldelar. Partiklar och bakterier som kommit in i cellen via endocytos, bryts ned genom att vesikeln sammanfogas med lysosomen, och sedan bryter enzymer i lysosomen ned partiklarna eller bakterierna i vesikeln. Ämnen som cellen kan ta vara på, såsom aminosyror, monosackarider och andra monomerer transporteras från lysosomen ut i cytosolen, och oönskade ämnen transporteras ut ur cellen genom exocytos.
Ickefungerande organeller eller organelldelar bryts ned i lysosomer genom autofagi. Organellen omges av ett membran, som bildar en vesikel. Vesikeln sammanfogas sedan med en lysosom. Detta gör att celler kan förnya sig kontinuerligt.